# Valle de la Cruz
Valle de la Cruz är en dal i Argentina.   Den ligger i provinsen Córdoba, i den centrala delen av landet, 600 km väster om huvudstaden Buenos Aires.
Trakten runt Valle de la Cruz består i huvudsak av gräsmarker. Runt Valle de la Cruz är det glesbefolkat, med 10 invånare per kvadratkilometer.